# Урод (фильм)
«Урод» — художественный фильм Романа Качанова.

## Сюжет
По жанру это фильм-сказка для взрослых. В нём рассказывается о приключениях младенца, родившегося сразу тридцатилетним. Он обладает уникальными способностями немедленно усваивать любую информацию, почерпнутую им из самых разных источников. За младенцем организует охоту КГБ, в конце объединив усилия с ЦРУ.

## В ролях
- Никита Высоцкий — младенец «Урод»
- Джоанна Стингрей — Джейн Свенсон
- Валерий Сторожик — хирург
- Алексей Золотницкий — полковник
- Вячеслав Невинный (младший) — капитан
- Геннадий Бортников — Степан Иванович Волконский
- Елена Кононенко — мать полковника
- Константин Марков — Стэнли
- Сергей Лебедев — терапевт
- Анатолий Обухов — «Мосгаз»
- Артур Нищёнкин — Головако, истопник
- Геннадий Матвеев — «Фишер»
- Василий Алексеенко — коммерсант
- Владимир Прохоров — таможенник

## Съёмочная группа
- Режиссёр: Роман Качанов
- Автор сценария: Иван Охлобыстин
- Оператор: Валентин Халтурин
- Художники: Юрий Зеленов, Пётр Пророков
- Композитор: Игорь Зубков

Кроме композиций Джоанны Стингрей («Modern world» и «Baby Baby Bala Bala») в фильме звучит композиция Louis Armstrong «Hello, Brother» и «До свиданья, наш ласковый мишка!».

## Критика
Из этого сурово-серьезного ряда киноповествований о борьбе добра со злом явно вырывается картина Романа Качанова "Урод", снятая по отличному сценарию Ивана Охлобыстина. Не хотелось бы проводить неуместных параллелей, но если "Либера" — образец западной абсурдистской комедии, исследующей сферы, далекие от смешного, то "Урод" — отличный пример российского комедийного мистификаторства, доказывающий, что нет ничего смешнее страшного. Урод (Никита Высоцкий) появляется на свет в провинциальном роддоме в возрасте "примерно тридцати лет" и начинает свое путешествие по жизни. Он обладает уникальным даром принимать образ любого, кто привлечет его интерес, — от графа Монте Кристо до Арнольда Шварцнегера и Иисуса Христа. За ним, естественно, охотится маньяк из КГБ. Урод, как положено, влюбляется, но не прежде, чем прочтет откровения Кама-сутры. Приехав в Америку, он вспоминает, что здесь уже бывал, "но тогда тут были скалы, а я был динозавром". То есть перед нами — подлинный урод всех времен и народов. Но более всего хорош "Урод" Качанова и Охлобыстина отсутствием всяческого пафоса и претензий на место в мировой культурной традиции. Он сделан как бы с перепугу от происходящего вокруг, но так легко и так весело, что от этого перепуга в финале не остается и следаИнна Ткаченко, «Нет ничего забавнее борьбы добра со злом», газета «Коммерсант», 02.06.1994

## Создание
«Немножко из мемуаров культового российского режиссера Романа Качанова (“ДМБ”, “Даун Хаус” и др.)» 
Если бы не американский продюсер Менахем Голан, я бы [...] вряд ли бы стал режиссёром. 
Голан тогда снимал в Москве 90–х Чикаго 30-х. Фильм “Колл  —  бешеный пёс”.
Шла зима 1991/1992 года. Декорации фильма Голана стояли в павильонах “Останкино”, в 10–й и 11–й студиях, если я не ошибаюсь. [...] 
У меня [...] был запущен фильм “Урод”, но производству мешали две вещи: первое, мне нужна была главная героиня — аутентичная американская американка, и, второе, (советские рубли тогда превратились в бумагу) очень сильно нужны были дeньги. И за первым, и за вторым я отправился к Менахему Голану. Я узнал, где в “Останкино” его комната и пошёл к нему без всяких рекомендаций и сомнений. [...] Мне тогда было 24 года. [...] Значит, я рассказал Голану, что мне нужна его актриса и, в связи с экономическими трудностями, его дeньги на мой фильм. [...] Я показал ему перепечатанный на машинке сценарий на русском и сказал, что, если надо, мне сделают перевод…  Голан ответил, что не надо, что он меня и так понял, и сценарий у меня не взял… По первому пункту (по американской актрисе) он вызвал своих девчонок из их гримерки, представил меня и сказал, что это актрисы второго плана и, если я предложу им главную роль, он думает, ни одна не откажется. [...] По второму пункту (по дeньгам) он ответил, что дeнег он мне не даст, но может помочь в другом. Он сказал, что он не будет разбирать павильоны и декорации до конца монтажа своего фильма, то есть ещё месяцев восемь. Декорации будут стоять в павильонах в неразобранном, нетронутом виде с обстановочным реквизитом (мебелью, коврами, бутафорскими цветами в вазах и так далее). [...] Это было штук десять декораций: двухэтажная декорация бара, декорации шикарных вилл и квартир. Он сказал, что я могу бесплатно в них снимать и пользоваться осветительной аппаратурой. Я вежливо сказал: “Спасибо и до свиданья…” Мне было не до каких–то декораций!.. Зачем декорации, если он не дал мне дeнег на сам фильм?.. Но через некоторое время нашлись спонсоры на 8 тысяч $ (сейчас об этом смешно говорить, но тогда это была суперзначительная сумма). Вообще–то со спонсорскими 8 тысячами и бесплатными голановскии павильонами проект у меня “со скрипом”, но срастался. [...] Никого из голановских протеже — актрис — я брать не стал. У меня была большая досада, что он не поддержал мой фильм материально, а только кинул подачку, какие–то павильоны и декорации. Я взял на главную женскую роль тоже вполне аутентичную американку рок–певицу Джоанну Стингрей, которая тогда проживала в Москве… И начал снимать…
Много позже я понял, что подарок, который мне сделал Голан… Этот подарок был единственным реальным материальным звеном, позволившим мне начать и завершить мой дебют. [...] Старик после первого и последнего нашего десятиминутного знакомства своими декорациями и павильонами перекрыл мне 80–90 % бюджета моего фильма. Тогда по малолетству и неопытности я даже этого и не оценил, даже не подумал об этом.